# Antonio Coppi
L'abate Antonio Coppi (Andezeno, 22 aprile 1783 – Roma, 26 febbraio 1870) è stato un presbitero, storico, archeologo ed erudito italiano.

## Biografia
Antonio Coppi fu per alcuni versi un autodidatta. Non poté studiare nel seminario di Torino, in cui era entrato nel 1799 per assecondare la vocazione religiosa, perché questo venne chiuso dalle forze di occupazione francesi in Piemonte. Dopo la prima istruzione ad Andezeno e a Riva presso Chieri, rimase a casa dove aveva tuttavia a disposizione una ricca biblioteca eredità di un colto prozio materno, gesuita, morto del 1790.
Nel 1803 si recò a Roma, città in cui trascorse gran parte del resto dell'esistenza. Dopo la laurea in utroque iure alla Sapienza, nel 1811 fu assunto dall'erudito Nicola Maria Nicolai come assistente per la raccolta della documentazione necessaria per una progettata Storia de' luoghi una volta abitati nell'Agro Romano. Iniziò per Coppi un periodo di intense ricerche negli archivi e nelle biblioteche di Roma da cui ottenne materiale per numerose pubblicazioni personali di tipo storico e archeologico. Ebbe inoltre l'opportunità di collaborare con Antonio Nibby alla trascrizione delle epigrafi conservate nella basilica di San Paolo.
Fu tra i fondatori (9 aprile 1813) e primo presidente dell'Accademia Tiberina. Fissò gli scopi e stabilì lo statuto dell'accademia, proponendo fra l'altro la cura di una "Storia di Roma dal primo anno del regno di Odoacre (476) fino al pontificato di Clemente XIV" (1769-1774) e una "Storia letteraria" dal primo anno del regno di Odoacre (476) fino al XIX secolo.
Su invito del principe Filippo Colonna, a partire dal 1816 iniziò a occuparsi dell'amministrazione dei patrimoni della famiglia Colonna; si recò pertanto spesso in Sicilia interessandosi fra l'altro alle antichità di Tindari. Nel 1818 passò al servizio della figlia primogenita del principe Colonna, Margherita, sposa di Giulio Cesare Rospigliosi, duca di Zagarolo. La nuova occupazione gli permise di potersi dedicare alle sue attività di studio libero da preoccupazioni economiche; in particolare, si dedicò alla continuazione degli Annali d'Italia di Ludovico Antonio Muratori, che si erano fermati al 1750, conducendoli fino al 1861.
Notorietà internazionale ebbe il libro Vittoria Savorelli. Istoria del secolo XIX, pubblicato anonimo a Parigi, ma tradizionalmente attribuito ad Antonio Coppi: si tratta di una biografia dell'omonima giovane nobile forlivese morta per una delusione d'amore, tema confacente al clima culturale del romanticismo. Di aver plagiato il Vittoria Savorelli, ad esempio, fu poi accusato Edmond About, col suo romanzo Tolla.

## Opere
- Annali d'Italia dal 1750. Roma: Tip. Salviucci (poi Lucca: Tip. di G. Giusti; poi Firenze: Tip. Galileiana di M. Cellini)
- Capracoro colonia fondata da S. Adriano I : discorso di A. Coppi letto nell'Accademia archeologica nel di 3 maggio 1838. Roma: tipografia Salviucci, 1838
- Cenni biografici di Carlo Fea. Roma: dai tipi di A. Ajani, 1836
- Cenni biografici di Gioacchino Pessuti, letti da A. Coppi nell'Accademia Tiberina nel di 17 decembre 1814. Roma: Tip. delle Belle Arti, 1861
- Cenni biografici di Margherita Gioeni Colonna principessa di Castiglione vedova Rospiglioli-Pallavicini. Roma: 1864
- Cenni storici di alcune pestilenze, raccolti da A. Coppi. Roma: Salvucci, 1832
- Cenni storici di alcune pestilenze e del colera morbus co' mezzi più efficaci per preservarsene, raccolti da A. Coppi. Napoli: Mazzarelli, 1832
- Continuazione delle memorie sui luoghi una volta abitati ed ora deserti nell'agro romano : Dissertazioni lette nella Pontificia Accademia romana di Archeologia, da Antonio Coppi. Roma: Tip. della R.C.A., 1836
- Di Fregene, di Maccarese, della Villa di S. Giorgio e di Campo Salino: dissertazione, letta [da] Antonio Coppi. Roma: s. n., 1835
- Vittoria Savorelli. Istoria del secolo XIX, Dai torchi di Béthune e Plon, Parigi, 1841
- Discorsi agrarii, letti da A. Coppi nell'Accademia Tiberina negli anni 1850, 1852, 1855. Roma: Tipografia Salviucci, 1863
- Discorsi agrarii, letti da A. Coppi all'Accademia Tiberina negli anni 1859-1860-1861-1862. Roma: Tip. Salviucci, 1863
- Discorso sopra alcune tasse ed operazioni di finanza degli antichi romani : letto da A. Coppi nell'Accademia romana di archeologia il dì 4 maggio 1843. Roma: tipografia Salviucci, 1843
- Discorso sopra alcuni stabilimenti e miglioramenti agrari, letto da A. Coppi nell'Accademia Tiberina il dì 15 novembre 1841. Roma: Tipografia Salviucci, 1842
- Discorso sopra le finanze di Roma nei secoli di mezzo : letto da A. Coppi nell'Accademia romana di archeologia il dì 25 novembre 1847. Roma: dalla tipografia Salviucci, 1847
- Discorso sul brigantaggio dell'Italia media e meridionale dal 1572 al 1875, letto da A. Coppi nell'Accademia Tiberina il dì 12 agosto 1867. Roma: nella Tip. Salviucci, 1867
- Discorso sul Consiglio e Senato di Roma, letto da A. Coppi nell'Accademia tiberina il dì 20 marzo 1848. Roma: nella tipografia Salviucci, 1848
- Discorso sul ristoramento dell'emissario di Claudio, letto da A. Coppi. Roma: Tipografia delle belle arti, 1857
- Discorso sull'agricoltura di Sicilia. Roma: Salviucci, 1839
- Discorso sull'agricoltura dell'Agro romano, letto da A. Coppi nell'Accademia tiberina il dì 17 luglio 1837. Roma: Alessandro Monaldi, 1841
- Discorso sulle finanze dello Stato pontificio dal secolo XVI al principio del XIX, letto da A. Coppi nell'Accademia tiberina il dì 27 dicembre 1852. Roma: dalla tip. Salviucci, 1855
- Discorso sulle servitù e sulla libera proprietà dei fondi in Italia, letto da A. Coppi nell'Accademia Tiberina il dì 13 gennaio 1840. Roma: Tip. Salviucci, 1842
- Discorso sull'equilibrio politico dell'Europa, pronunziato da A. Coppi nell'Accademia Tiberina li 30 maggio 1814. Roma: presso Michele Ajani e figlj, 1815
- Documenti storici del Medio Evo relativi a Roma ed all'Agro romano, raccolti da A. Coppi, comunicati all'Accademia di archeologia il dì 9 gennaio 1862. Roma: s. n., 1862?!
- Memoria di alcuni monumenti di Tindari : letta da A. Coppi nell'Accademia tiberina il dì 31 dicembre 1821. Roma: tipografia Salviucci, 1853
- Memoria sulla fondazione e sullo stato attuale dell'Accademia tiberina : letta da A. Coppi nell'adunanza del 17 giugno 1839. Roma: tipografia Salviucci, 1840
- Memorie Colonnesi, compilate da Antonio Coppi. Roma: Tip. Salviucci, 1855
- Memorie relative ad alcune tenute dell'Agro Romano adiacenti alla Via Appia, lette da Antonio Coppi nell'Accademia Romana di Archeologia il dì 8 gennaio 1852. Roma: s. n.], 1852
- Memorie storiche di Maccarese : lette da A. Coppi nell'Accademia archeologica il dì 14 maggio 1835. Roma: nella Tip. Salviucci, 1862
- Notizie di un quadro del Correggio, lette da A. Coppi nell'Accademia romana di archeologia il dì 12 di giugno 1845. Roma: Tip. Salviucci, 1845
- Notizie sulla vita e sulle opere di monsignore Gaetano Marini primo custode della biblioteca Vaticana e prefetto degli archivi segreti della Santa Sede, raccolte dall'abate A. Coppi dell'Accademia Tiberina de' 17 dicembre 1815. Roma: nella tipografia Ajani
- Osservazioni sulla Liguria di A. Coppi istoriografo dell'Accademia Tiberina, letta nell'adunanza del di 16 gennajo 1815. Roma: nella stamperia De Romanis, 1815
- Relazione di A. Coppi, membro della sezione annonaria del Consiglio comunale di Roma, sulla tariffa e la libertà di fare e di vendere il pane, letta nell'adunanza del 16 giugno 1848. Roma: tipografia Salvucci, [1848?]
- Roma destinata dalla provvidenza di Dio per la libertà dei papi : dissertazione di A. Coppi letta nell'Accademia tiberina il dì 10 luglio 1814. Roma: nella tipografia Salviucci, 1850
- Saggio sulle rivoluzioni del Regno di Napoli, di A. Coppi istoriografo dell'Accademia Tiberina. Roma: presso Michele Ajani, e figli, 1815
- Sul carnevale di Roma nei tempi di mezzo: discorso, letto da Antonio Coppi nell'Accademia tiberina il dì 2 febbraio 1817. Roma: Tipografia della Minerva, 1844